# 大乗阿毘達磨経
『大乗阿毘達磨経』（だいじょうあびだつまきょう、梵: Mahāyāna-abhidharma Sūtra, マハーヤーナ・アビダルマ・スートラ）とは、大乗仏教の経典の一つである。『解深密経』と共に、唯識派に大きな影響を与える。原典は残っていない。